# Droga wojewódzka nr 299
Droga wojewódzka nr 299 (DW299) – droga wojewódzka leżąca na obszarze województwa kujawsko-pomorskiego. Trasa ta łączy stację kolejową Gniewkowo z drogą krajową nr 15.